# Tucker Smith
Pour les articles homonymes, voir Smith.
Tucker Smith (né Thomas William Smith le 24 avril 1936 à Philadelphie et mort le 22 décembre 1988 à Los Angeles) était un acteur, danseur et chanteur américain surtout connu pour son rôle de Ice dans la comédie musicale West Side Story.

## Biographie
Tucker Smith remporta une bourse de American Theatre Wing et quitta Philadelphie pour New York en septembre 1955. Peu de temps après, il rejoignit la tournée de  Damn Yankees. En 1958, il rejoignit le casting original de la production à Broadway de West Side Story en tant que remplaçant pour le rôle de Big Deal. Par la suite, il reprit les rôles de Diesel et Snowboy. Il fut la doublure pour le rôle de Riff et joua le rôle de nombreuses fois. La comédie musicale, et avec elle Smith, fit la tournée des États-Unis du 14 juin 1959 au 23 avril 1960.
Smith fut l’un des membres de la troupe de Broadway qui fut choisi pour apparaitre dans la version cinéma de West Side Story. Il fut engagé pour jouer Ice, un rôle spécialement créé pour l’écran. Dans le film, Smith est le chanteur et le danseur principal de la chanson Cool, qui est initialement chantée par le personnage de Riff dans la version de Broadway. De plus, Smith doubla également Russ Tamblyn dans la chanson Jet Song.
Après le film, Smith ne lâcha pas West Side Story. Il joua Riff dans les productions du spectacle à Los Angeles en 1962 et à Sacramento en 1963, ce dernier avec Sylvia Lewis (en) dans le rôle d’Anita. Il reprit à nouveau le rôle en 1964 pour une tournée à Tokyo. En 1964, il fut choisi pour jouer dans la comédie musicale Anyone Can Whistle. Mais après 9 représentations en une semaine à Philadelphie, le spectacle fut annulé.
En dépit de ces débuts impressionnants à l’écran, Smith n’apparut par la suite que dans des petits rôles au cinéma ou à la télévision, parfois en tant que danseur et souvent en n’étant même pas crédité au générique. Il apparait à la télévision dans les séries Surfside 6 (en) et 87e District.
Smith se produisit en divers endroits, en ce y compris des shows à Las Vegas, des boites de nuit, des cabarets et diverses productions, aux États-Unis et à l’étranger. Son travail sur scène inclut Parade avec Carole Cook et Michele Lee, Vintage '60, également avec Michele Lee et Sylvia Lewis, Half a Sixpence avec Anne Rogers et Roger C. Carmel. En 1973, il participa également à Scarlett (en), la version musicale d’Autant en emporte le vent, chorégraphiée par Joe Layton. Enfin, il fit une tournée internationale avec son propre spectacle.
Dans les années 1970, Smith fut le propriétaire et le gérant d’un bar, le “Tucker’s Turf”, à North Hollywood.
Le 22 décembre 1988, Tucker Smith décéda d’un cancer (diagnostiqué en 1986) à l’âge de 52 ans à l’UCLA Medical Center de Los Angeles. Il fut enterré à Philadelphie.

## Filmographie

### Acteur
Cinéma
- 1961 : West Side Story de Robert Wise et Jerome Robbins : Ice
- 1967 : How to Succeed in Business Without Really Trying
- 1968 :  Les Producteurs
- 1969 : Hello, Dolly!
- 1975 : Hearts of the West
- 1975 : Enfin l'amour (At Long Last Love)
- 1983 : To Be or Not to Be

Télévision
- 1956 : 87e District.
- 1960 : Surfside Six
- 1983 : Police Squad!